# 中園町 (岡崎市)
中園町（なかぞのちょう）は、愛知県岡崎市の町名。13の小字が設置されている。

## 地理
岡崎市西部に位置し、東は日名本町、西は東大友町、南は矢作町、北は舳越町に接する。

### 河川
- 矢作川

### 小字
- 池田（いけだ）
- 大ヱ（おおえ）
- 大縄（おおなわ）
- 欠間（かけま）
- 川成（かわなり）
- 郷中（ごうなか）
- 三天（さんてん）
- 忠田（ちゅうた）
- 東浦（ひがしうら）
- 前河原（まえがわら）
- 宮西（みやにし）
- 宮前（みやまえ）
- 六反（ろくたん）

## 世帯数と人口
2022年（令和4年）6月1日現在の世帯数と人口は以下の通りである。
| 町丁   | 世帯数    | 人口    |
| ------ | --------- | ------- |
| 中園町 | 1,126世帯 | 2,694人 |

## 学区
市立小・中学校に通う場合、学区は以下の通りとなる。また、公立高等学校に通う場合の学区は以下の通りとなる。
| 番・番地等                                                                     | 小学校               | 中学校               | 高等学校普通科 |
| ------------------------------------------------------------------------------ | -------------------- | -------------------- | -------------- |
| 字川成のうち岡崎城西高等学校南道路以南 字池田9～28番地・大縄・宮西・宮前・忠田 | 岡崎市立矢作東小学校 | 岡崎市立矢作北中学校 | 三河学区       |
| 上記以外                                                                       | 岡崎市立矢作北小学校 | 岡崎市立矢作北中学校 | 三河学区       |

## 歴史
碧海郡中園村を前身とする。

### 町名の由来
「中」は矢作川分流の中州に住居が存在していたことによるもので、「園」は磽确の地を指す「そね」が転じたという説がある。室町時代に見える「中曽禰」（なかそね）の地名は当地を指す。

### 沿革
- 1889年（明治22年）10月1日 - 町村制施行・合併に伴い、碧海郡長瀬村大字中園となる[7][8]。
- 1906年（明治39年）5月1日 - 合併に伴い、矢作町大字中園となる[7][9]。
- 1955年（昭和30年）4月1日 - 岡崎市へ編入し、同市中園町となる[7][9]。

## 施設
- 矢作公園
- 岡崎城西高等学校
- 中園保育園
- 業務スーパー中園店
- 熊野神社

## その他

### 日本郵便
- 郵便番号 : 444-0942[2]（集配局：岡崎郵便局[10]）。